# José Bordalás
José "Pepe" Bordalás Jiménez (Alicante, 5 de março de 1964) é um treinador e ex-futebolista profissional espanhol. Atualmente está no Getafe.

## Carreira
José Bordalás se profissionalizou no Hércules.

## Treinador

### Alicante
José Bordalás Iniciou nas categoria de base do 	Alicante B, e foi ascendendo nas divisões inferiores do futebol espanhol.

### Getafe
Assumiu o comando da equipe para a temporada 2016.